# موجة حارة (مسلسل)
موجة حارة، مسلسل تلفزيوني مصري عرض في رمضان 1434هـ/2013م، المسلسل مأخوذ عن رواية «منخفض الهند الموسمي» لأسامة أنور عكاشة.

## قصة المسلسل
تدور أحداث المسلسل حول عائلة «العاجاتي» التي توفي الأب فيها وسيطرت الأم عليها وهي لديها ولدان الأول ضابط شرطة في مكافحة الآداب يتعرض للمشاكل في عمله بسبب أسلوبه العنيف وتتغير معاملته لزوجته والثاني شاب ثوري يساري يتسبب في المشكلات لشقيقه ولعائلته، وتجمع الأسرة علاقات عديدة بأسر منها أسرة حمادة غزلان الشهير بتجارته المثيرة للشبهات، والمسلسل يدور في إطار دراما اجتماعية مثيرة تحدث بها العديد من المفاجئات.

## بطولة
- أحمد حداد: سمير غزلان
- أحمد حلاوة
- أحمد فراع: دسوقي
- أميرة العايدي
- إياد نصار: سيد العجاتي
- بثينة كامل
- بيومي فؤاد: سعد الهجاتي
- تامر نبيل: هاني
- جيهان فاضل: سنيه
- حسن حرب
- حنان سليمان: ميدحة
- خالد سليم: كمال شيحه
- درة زروق: ليلى
- دينا الشربيني: شيرين
- رانيا يوسف: شاهندة
- رامي الطمباري: مجدي
- رحمة حسن: بثينة
- رمزي لينر:نبيل
- ريهام أيمن: هنية غزلان
- سارة سلامة: داليا
- سامي مغاوري: اللواء عاطف
- سيد رجب: حمادة غزلان
- صبا مبارك: جميلة
- عاطف عمار: أبو سامر
- عايدة عبد العزيز: الشناوية
- عبير عيسى
- عمر حسن يوسف
- محمد أبو الوفا: أبو هنية
- محمد فريد
- محمد فهيم: زياد
- مدحت صالح: محسن السواحلي
- معالي زايد: دولت والدة سيد العجاتي
- هالة فاخر: إجلال زوجة حمادة
- هنا شيحة: نوسة زوجة حمادة
- نشوى الإبياري: أية
- ياسر علي ماهر
- ياسمين رئيس

بالإضافة إلى: أحمد إبراهيم - أحمد الشاذلي - أحمد عبد الحي - أحمد مرعي - أحمد هيبة - أسامة طراف - اشرف عبد الفضيل - آيات مجدي - بلسم إبراهيم - تامر مجدي - جهاد التابعي - جودي - حسام جدعو - حسن عبد الله - حسن عثمان - حمادة بركات - خالد مجدي - خوليو - دعاء طعيمة - رحاب رسمي - رحاب عرفة - رضا حسنين - سارة عادل - سامح السيد - سمر علام - سمير ربيع - سهر النوري - سهيلة حسين - سيد الطيب - شاهندة - طارق مندور - طارق والي - عابد العناني - عادل شعبان - عارفة عبد الرسول- عبد الباسط محمد - عبد الحميد سند - عبد الرحيم حسن - عبد السلام الدهشان - عزت بدران - عصام العشري - علي الصعيدي - فراس سعيد - كريم نور - لبنى عبد العزيز - ماهر سليم - مجدي توفيق - محمد الدسوقي - محمد السويسي - محمد السيد - محمد الشناوي - محمد الصفتي - محمد القطوني - محمد امان - محمد رمضان الشرقاوي - محمود الشوربجي - محمود فراشة - مدحت البيه - مريم البحراوي - مصطفى المنوفي - مصطفى طلبة - مصطفى عباس - مصطفى يوسف المهدي - ميرا خليل - ناني الديب - نوال سمير - نيرة عارف - هاني إبراهيم - هدى الصيفي - هشام أبو حباجة - هند - ياسمين امام - يحيى محمود